# Perruche à croupion rouge
Psephotus haematonotus
Espèce
Statut de conservation UICN

 LC  : Préoccupation mineure
Statut CITES
La Perruche à croupion rouge (Psephotus haematonotus) est une espèce d'oiseaux du sud-est de l'Australie.

## Sous-espèces
D'après la classification de référence (version 5.2, 2015) du Congrès ornithologique international, cette espèce est constituée des deux sous-espèces suivantes :
- P. h. haematonotus du sud de l'État du Queensland jusqu'au sud de celui du Victoria ;
- P. h. caeruleus (sous-espèce plus pâle et plus bleutée que la forme type) de la région du lac Eyre et de l'extrême nord-ouest de la Nouvelle-Galles du Sud.

## Description
C'est une perruche élégante mesurant 28 cm de long. Le plumage du mâle présente une dominante vert émeraude avec le ventre jaune, le croupion rouge, les ailes et le haut du dos bleu clair. La femelle a un plumage moins voyant avec un poitrail presque jaune, un ventre vert olive, des ailes et un dos vert sombre (on peut noter des plumes bleu turquoise sur la racine des ailes), l'extrémité des ailes bleu foncé et surtout l'absence de rouge au croupion, qui est d'un vert vif.

## Distribution et habitat
Cette espèce est très commune dans le sud-est de l'Australie particulièrement dans le bassin du Murray-Darling.
Elle vit dans les régions peu boisées, près de l'eau mais pas dans les régions côtières. On les rencontre dans les banlieues et les parcs urbains.

## Alimentation
Elle se nourrit de graines (essentiellement de graminées) et d'herbes trouvées sur le sol où elle passe la plupart de son temps. Elle consomme également des fruits, des baies et du nectar.

## Reproduction

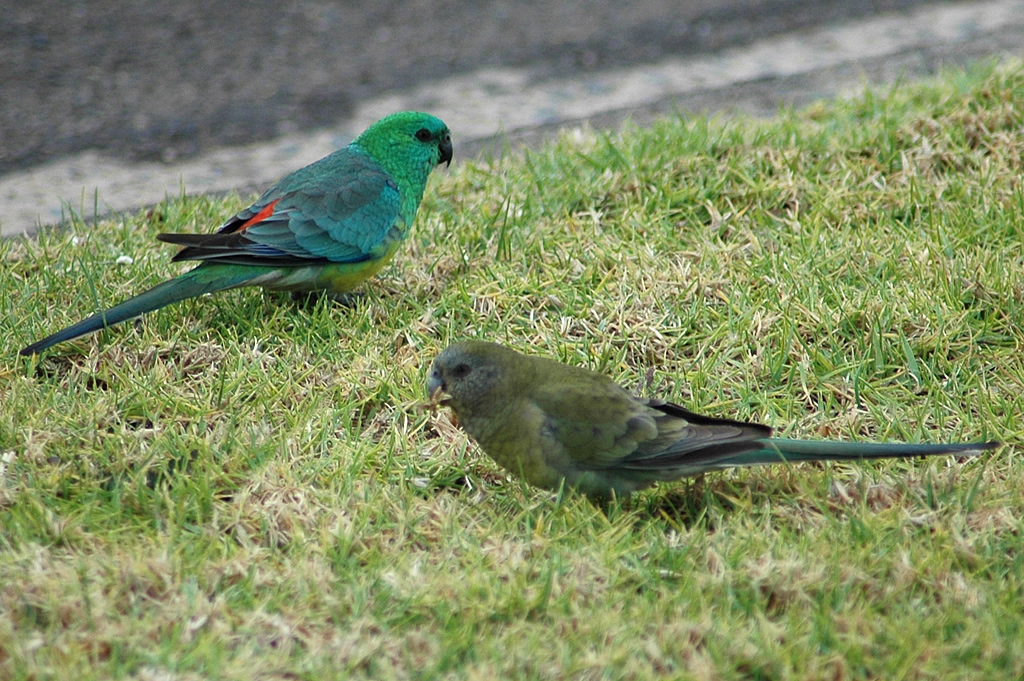
Couple de perruches à croupion rouge

Elle niche dans le creux des arbres.